# 马礼逊学堂
馬禮遜學堂（英語：Morrison School/Morrison Memorial School，又譯馬禮遜學校、馬禮遜紀念學校）是中国第一所西式学堂。1834年传教士马礼逊在澳门去世。1836年在裨治文牧師、馬儒翰、英国洋行商人威廉·渣甸和约翰·颠地等人倡议和组织下，在广州成立“马礼逊教育会”（Morrison Education Society）開始辦學，大致可分為三個時期。

## 附設時期
“马礼逊教育会”从英美募资金，每月向郭实腊夫人温施蒂（Wanstall）提供15英磅资助，在其主办的澳门女子私立学校附设男塾。據1837年之年會報告，1835年開設時學生有十二名女童和兩名男童，分別為獲裨治文牧師收留，被父兄棄於市之孤兒韋光，及温施蒂買辦（即其管家）的鄰居之子容閎。到1837年已增至五名男童，其中兩人來自星加坡。1839年11月4日，温施蒂因受鴉片戰爭影響離開澳門及关闭女子私立学校及男塾后，學生停學返家。

## 澳門時期
同年应邀前来的美国传教士、耶鲁大学毕业生鮑留雲（又譯為勃朗）在澳門正式创办“马礼逊学堂”，由鮑留雲擔任校長。课时安排半天读汉语，半天读英语。课程有英语、汉语、算术、代数、几何、物理、化学、生理卫生、地理、音乐、美术等。学制为三至四年。这是中国第一所西式学堂。最初招收6名学生读书，分別為：
- 亞合（Ahop）
- 亞靈（Aling）
- 亞遠（Ayun）[4]
- 亞焯（Atseuk）
- 亞偉（Awei，吳榮魁）
- 亞植（Achik，唐廷桂）

到1841年亞閎（Awing，容閎）復課時，學生有亞勝（Ashing，黃勝）、亞寬（Afan，黃寬）、亞植（Achik，唐廷桂）、亞根（Akan，李根）和亞運（Awan，周運）。

## 香港時期
第一次鸦片战争以后，馬禮遜學堂於1842年11月遷到香港，當時學生已增至十五人，其中五名因年幼，父母不放心遷港，故赴港繼續升學宿生十名，分別為：
- 亞遠（Ayun）
- 亞焯（Atseuk）
- 亞秋（Atsou，唐秋）
- 亞閎（Awing，容閎）
- 亞勝（Ashing，黃勝）
- 亞寬（Afan，黃寬）
- 亞植（Achik，唐廷桂）
- 亞煜（Ayuk，唐廷庚）
- 亞根（Akan，李根）
- 亞運（Awan，周運）

隨香港政府支持成立中央書院，眾多小規模教會學校得不到支持，加上勃朗及马礼逊教育会創辦人裨治文已離港，學校1850年停办。

## 著名校友
清末著名的買辦韋光、新学人物容閎、報人黃勝、西醫黃寬、報人李根、怡和洋行買辦唐廷桂及其弟唐廷樞（洋務運動的代表人物之一）、招商局買辦唐廷庚都是这所学校的学生。